# Ali el-Khalil
Pour les articles homonymes, voir Khalil.
Ali el-Khalil est un homme politique libanais.
Il commence sa vie politique dans la branche irakienne du parti Baas, avant de se rapprocher progressivement de Nabih Berri, sans pour autant intégrer le Mouvement Amal.
En 1972, il est élu député chiite de Tyr et conservera ce poste jusqu'au printemps 2005, quand il perd la vie dans un accident de la route, quelques semaines avant les élections législatives.
Il occupa plusieurs postes ministériels: ministre du Tourisme en 1973 dans le gouvernement d'Amine Hafez et en 1980 dans celui de Salim El-Hoss, ministre d'État sans portefeuille (1973-1974) sous Takieddine Solh, ministre des Finances à trois reprises, en 1979-1980 (gouvernement d'El-Hoss), en 1980-1982 dans le cabinet de Chafic Wazzan et enfin entre 1990 et 1992 dans l'équipe de Omar Karamé. Lors de ce dernier passage, il sera très fortement critiqué avec l'effondrement de la livre libanaise qui a entraîné la chute du gouvernement, en mai 1992.
Il rentre une dernière fois au gouvernement entre 1995 et 1996 comme ministre des Émigrés de Rafiq Hariri.
Entre 1996 et 2005 il a présidé la commission parlementaire des affaires étrangères et des émigrés.